# 274810 Fedaksari
274810 Fedaksari este o planetă minoră (asteroid), cu un diametru de 3,944 km, din Outer Main Belt⁠(d). A fost descoperită pe 27 decembrie 2008 la Piszkéstetői Obszervatórium⁠(d) de Krisztián Sárneczky⁠(d). 
Obiectul prezintă o orbită caracterizată de o semiaxă mare de 3,9678101442242 UAi, o excentricitate de 0,25, o înclinație de 4,1 ° în raport cu ecliptica.